# Коморники (Легницький повіт)
Коморники (пол. Komorniki, нім. Kummernick) — село в Польщі, у гміні Руя Легницького повіту Нижньосілезького воєводства.
Населення — 370 осіб (2011).
У 1975-1998 роках село належало до Легницького воєводства.

## Демографія
Демографічна структура станом на 31 березня 2011 року:
|          | Загалом | Допрацездатний вік | Працездатний вік | Постпрацездатний вік |
| -------- | ------- | ------------------ | ---------------- | -------------------- |
| Чоловіки | 180     | 34                 | 132              | 14                   |
| Жінки    | 190     | 44                 | 108              | 38                   |
| Разом    | 370     | 78                 | 240              | 52                   |